# 신일여객 (대구)
주식회사 신일여객은 대구광역시 동구 대림로2길 8 (괴전동)에 차고지를 둔 시내버스 운송 업체이다.

## 개요
- 1979년 12월 11일에 시내버스 운송면허를 취득하여 대구광역시 동구 괴전동에 주식회사 신일여객이라는 이름으로 설립하였다.
- 안심차량기지사업소 인근에 차고지가 있다.
- 한때 1998년 5월 618번 1980년대 22번 입석 이현삼거리 ~ 안심 신일여객과 경북교통 고정배차 하기도 했다.
- 대구시내버스에서 가장 적은노선을 담당하였으나 2025년 대구시내버스 개편 때 4개 노선으로 증가하였다.
- 경상버스, 대일버스, 우진교통과 더불어 2025년에 친환경버스를 도입하지 않는 업체이기도 한다.

## 차고지
- 대구광역시 동구 대림로2길 8 (괴전동)

## 운용 차량
전 차량이 현대자동차의 차종으로 운용한다. (뉴 슈퍼 에어로시티, 저상 뉴 슈퍼 에어로시티, 블루시티 (동구6번 한정))

## 노선
| 노선번호 | 운행경로 기점 ↔ 중간경유지 ↔ 종점 | 운행경로 기점 ↔ 중간경유지 ↔ 종점 | 운행경로 기점 ↔ 중간경유지 ↔ 종점 | 운행대수        | 비고                    |
| -------- | --------------------------------- | --------------------------------- | --------------------------------- | --------------- | ----------------------- |
| 802번    | 경산시 진량읍 내리리 대구대학교   | 동구 용계동 용계역                | 서구 서대구역                     | 21 (저상 14)    | 단독운행                |
| 814번    | 경산시 진량읍 내리리 대구대학교   | 동구 동대구역                     | 수성구 범물동 (진밭골)            | 12 (저상 5)     | 대화교통, 경북교통 공배 |
| 동구6번  | 동구 숙천동 LH14단지아파트        | 숙천초등학교                      | 내곡동마을회관                    | 통합 2 (저상 1) | 단독운행                |
| 동구10번 | 동구 동호동 반야월역              |                                   | 경산시 조영동                     | 2 (저상 1)      | 우창여객 공배 구. 980번 |
| 예비     |                                   |                                   |                                   | 2               | 단독운행                |
| 4종      |                                   |                                   |                                   | 39대            |                         |

## 갤러리

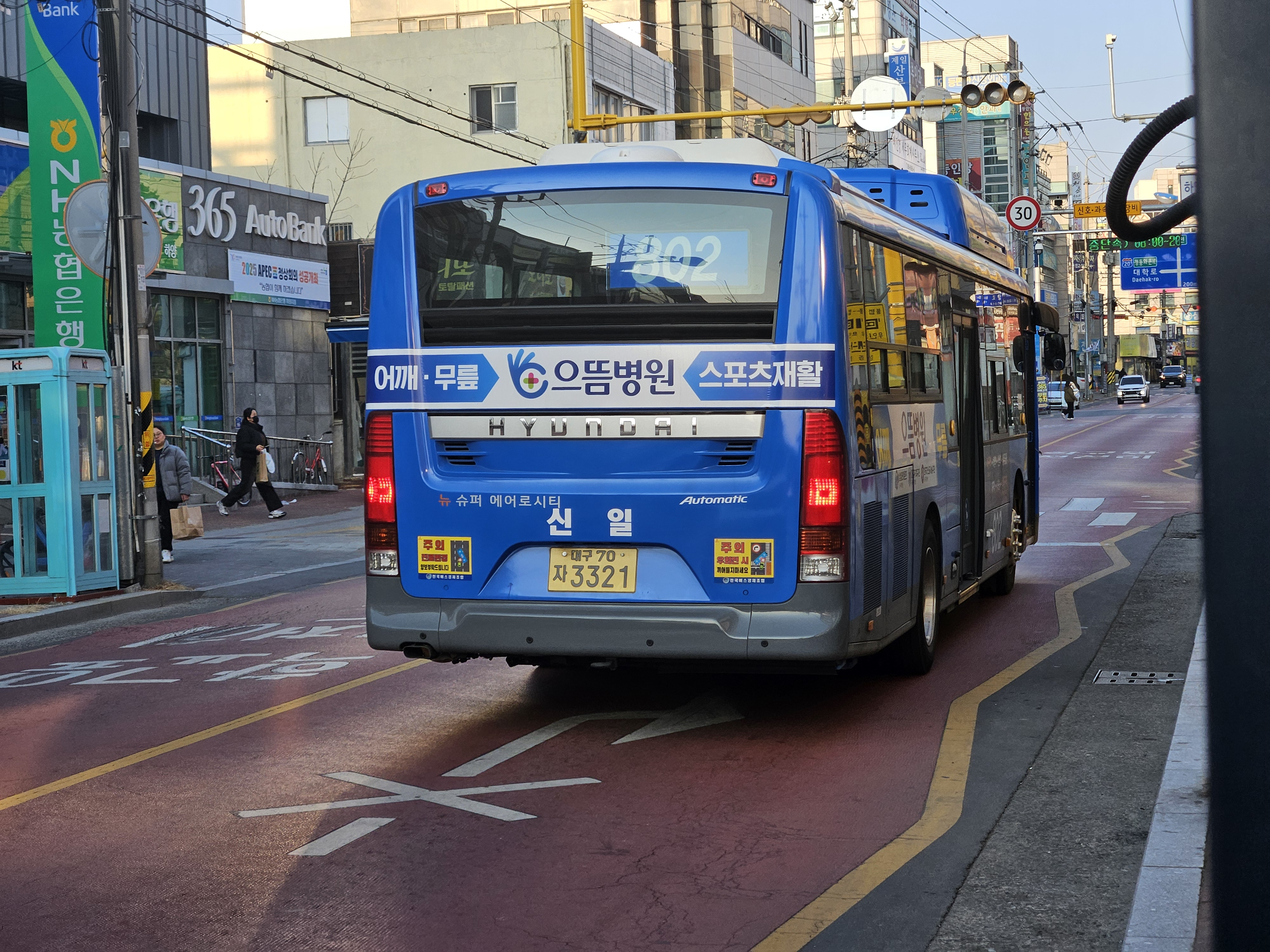
대구시내버스 802번
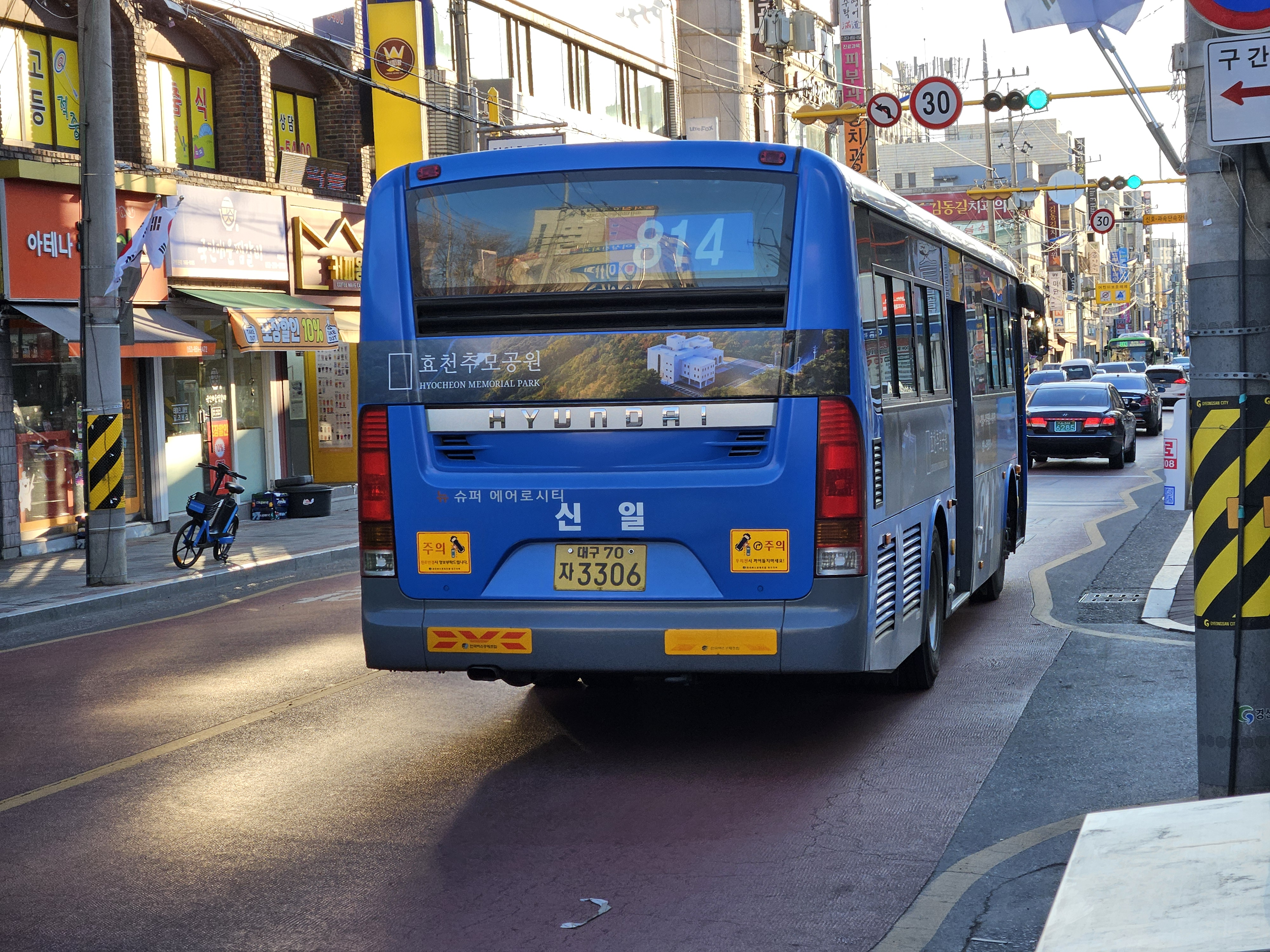
대구시내버스 814번